# Ministère de l'Environnement et conservation de la Nature
Le ministère d'État de l'Environnement et conservation de la Nature de la république démocratique du Congo est le ministère responsable de l'environnement.

## Liste des ministres
- Ève Bazaiba (depuis 2023)[1].

## Missions
- Valoriser le rôle des communautés locales dans la conservation de la biodiversité Mobilisation des communautés locales à la gestion durable des ressources naturelles par la mise en place de structures de gestion participative.
- Développement d'activités de conservation communautaire.